# سيليا فاربر
سيليا فاربر (بالإنجليزية: Celia Farber)‏ هي صحفية أمريكية، ولدت في 1965.